# Sainte-Marie-au-pays-des-Hurons
Sainte-Marie-au-pays-des-Hurons este prima așezare europeană din provincia Ontario, Canada. Din anul 1920 locația este monument istoric.

## Istoric
Sainte-Marie-au-pays-des-Hurons a fost înființată ca misiune a iezuiților printre huroni. În anul 1648 triburile irocheze au pornit război împotriva huronilor, ocazie cu care i-au ucis pe misionarii iezuiți care au încercat să medieze conflictul. Între cei uciși s-a numărat Jean de Lalande⁠(en)[traduceți], canonizat ulterior. În data de 16 martie 1649 a fost ucis și superiorul iezuiților din Noua Franță, Jean de Brébeuf⁠(en)[traduceți], împreună cu alți huroni aflați în captivitate. Jean de Brébeuf a fost de asemenea canonizat și este cinstit drept patron al Canadei.